# Caral Vallis
La Caral Vallis è una struttura geologica della superficie di Mercurio.